# Philippe Étancelin
 Philippe Étancelin  va ser un pilot de curses automobilístiques Francès que va arribar a disputar curses de Fórmula 1.
Étancelin va néixer el 29 de desembre del 1896 a Rouen, Normandia, França. Va morir el 13 d'octubre del 1981 a Neuilly-sur-Seine, França.

## A la F1
Va participar en la primera cursa de la història de la Fórmula 1 disputada el 13 de maig del 1950, el GP de la Gran Bretanya, que formava part del campionat del món de la temporada 1950 de F1, on va participar en aquesta única cursa.
Philippe Étancelin va participar en dotze curses puntuables pel campionat de la F1, al llarg de les temporades 1950, 1951 i 1952.
Étancelin també va disputar nombroses curses no puntuables pel mundial de la F1 (inclòs el Campionat d'Europa). Va guanyar entre altres les 24 hores de Le Mans del 1934.

## Resultats a la Fórmula 1
| Any  | Equip       | Xassís      | Motor      | 1      | 2       | 3       | 4       | 5      | 6       | 7     | 8     | Posició | Punts |
| ---- | ----------- | ----------- | ---------- | ------ | ------- | ------- | ------- | ------ | ------- | ----- | ----- | ------- | ----- |
| 1950 | Talbot-Lago | Talbot-Lago | Straight-4 | GBR 8  | MON Ret | 500     | SUI Ret | FRA 5* | BEL Ret | ITA 5 |       | 18      | 3     |
| 1951 | Talbot-Lago | Talbot-Lago | Straight-4 | SUI 10 | 500     | BEL Ret | FRA Ret | GBR    | ALE Ret | ITA   | ESP 8 | -       | 0     |
| 1952 | Maserati    | Maserati    | Straight-4 | SUI    | 500     | BEL     | FRA 8   | GBR    | ALE     | HOL   | ITA   | -       | 0     |

(*) Cotxe compartit.

### Resum
| Curses: | Victòries: | Pòdiums: | Poles: | Voltes ràpides: | Punts: |
| ------- | ---------- | -------- | ------ | --------------- | ------ |
| 12      | 0          | 0        | 0      | 0               | 3      |